# Heber C. Kimball
Heber Chase Kimball (ur. 14 czerwca 1801 w Sheldon, zm. 22 czerwca 1868 w Salt Lake City) – amerykański przywódca religijny i polityk.

## Życiorys
Urodził się w Sheldon w stanie Vermont, jako syn Solomona Farnhama Kimballa i Anny Spaulding. Odebrał jedynie bardzo ograniczoną formalną edukację.
Początkowo baptysta. Zetknął się z niedawno zorganizowanym Kościołem Jezusa Chrystusa Świętych w Dniach Ostatnich, został ostatecznie członkiem tej wspólnoty religijnej. Ochrzczony został przez Alpheusa Gifforda, 15 kwietnia 1832, w tym samym roku wyświęcony na starszego przez Josepha Younga. Wraz ze współwyznawcami wyemigrował do Kirtland, brał udział w ekspedycji do Missouri w 1834. Wybrany w skład i wyświęcony jako członek Kworum Dwunastu Apostołów przez tak zwanych trzech świadków Księgi Mormona w lutym 1835. Zaangażowany w działalność misyjną młodego Kościoła, brał udział w misji Kworum Dwunastu na wschodzie Stanów Zjednoczonych (1835), w stanach wschodnich służył na misji również w kolejnym roku. Posiadacz udziałów w Kirtland Safety Society. Przewodniczył pierwszej mormońskiej misji do Wielkiej Brytanii (1837–1838). Nadzorował emigrację mormonów z Missouri, współpracując w tym zakresie z Brighamem Youngiem. Ponownie wysłany na Wyspy Brytyjskie, spędził tam kolejne dwa lata (1839–1841) na misji, wraz z innymi apostołami. Po powrocie do kraju osiadł w Nauvoo, nowym centrum Kościoła. Zasiadał w radzie miejskiej tegoż miasta (1841–1845). Ponownie odbył misję we wschodnich stanach (1843), pracował przy budowie świątyni mormońskiej w Nauvoo. Włączony do Rady Pięćdziesięciu 11 marca 1844. Dołączył do fali mormońskiej migracji do Iowa. Wkrótce potem zaś do fali mormońskiej migracji na zachód, był częścią pierwszej grupy, która wyruszyła w podróż do doliny Wielkiego Jeziora Słonego. Na miejsce dotarł w lipcu 1847. Poparty jako pierwszy doradca w Pierwszym Prezydium w grudniu 1847, zasiadał w tym gremium aż do śmierci. Pełnił funkcję zastępcy gubernatora stanu Deseret. Zasiadał w parlamencie Terytorium Utah między 1851 a 1858.
Zmarł w Salt Lake City, na skutek obrażeń odniesionych w wypadku powozu. Jego pogrzeb zgromadził największy tłum w historii terytorium Utah.
Podobnie jak wielu ówczesnych przywódców mormońskich praktykował poligamię, poślubił łącznie 43 kobiety, doczekał się z nimi 65 dzieci, jak również przynajmniej 300 wnuków. Poligamię uznawał za religijny obowiązek. Przez wiele lat (od 1823) związany z wolnomularstwem, był między innymi członkiem loży w Nauvoo.
Jeden z wnuków Kimballa, Spencer W. Kimball był prezydentem Kościoła od 1973 do 1985. Jeden z jego praprawnuków, Quentin L. Cook od 2007 wchodzi w skład Kworum Dwunastu Apostołów. Imię Heber jest często spotykanym imieniem męskim pośród mieszkańców Utah, choć szczyt jego popularności odnotowano w 1913. Pojawia się również, z uwagi na swój związek z Kimballem, w rankingach popularnych mormońskich imion. Występuje także (w zapisie Epere) wśród wyznających mormonizm Maorysów. Heber City, siedziba administracyjna hrabstwa Wasatch, zostało nazwane na cześć Kimballa. Jego portret znalazł się wśród obrazów zdobiących pokój celestialny pierwszej świątyni mormońskiej w Nauvoo.